# Vetlanda distrikt
Vetlanda distrikt är ett distrikt i Vetlanda kommun och Jönköpings län. 
Distriktet ligger i och omkring Vetlanda. 

## Tidigare administrativ tillhörighet
Distriktet inrättades 2016 och utgörs av socknen Vetlanda samt området som Vetlanda stad omfattade till 1971.
Området motsvarar den omfattning Vetlanda församling hade vid årsskiftet 1999/2000.